# 速攻
速攻（そっこう）は、スポーツにおいて、素早く攻撃すること。相手が守りを固める前に、あるいはその時間を与えないように攻撃すること。
主にバスケットボール、サッカー、ラクロスなどで使用する。
対義語は「遅攻(ちこう)」。
速攻はかけて当然のように思えるがそうでもない。サッカーの場合、攻撃陣のパスの受け手のあがりを待ってから攻め上がるといったケースや、消耗している場合の体力回復を待つ場合(もっとも相手も回復するが)、あるいは、現状の得点状況で満足なのであえて攻めに出ず時間を消化したい場合などは、速攻をかけないことも多い。相手に退場者や要治療の選手が出るなどして数的優位に立った場合も、速攻ではなくむしろ遅攻が有利な戦術となる。

## 各スポーツでの呼び方
- サッカー：カウンターアタック
- バスケットボール：ファーストブレイク
- ハンドボール：速攻
- バレーボール：クイック
- 卓球：前陣速攻
- ボクシング：カウンターアタック